# Wilhelm Priesmeier

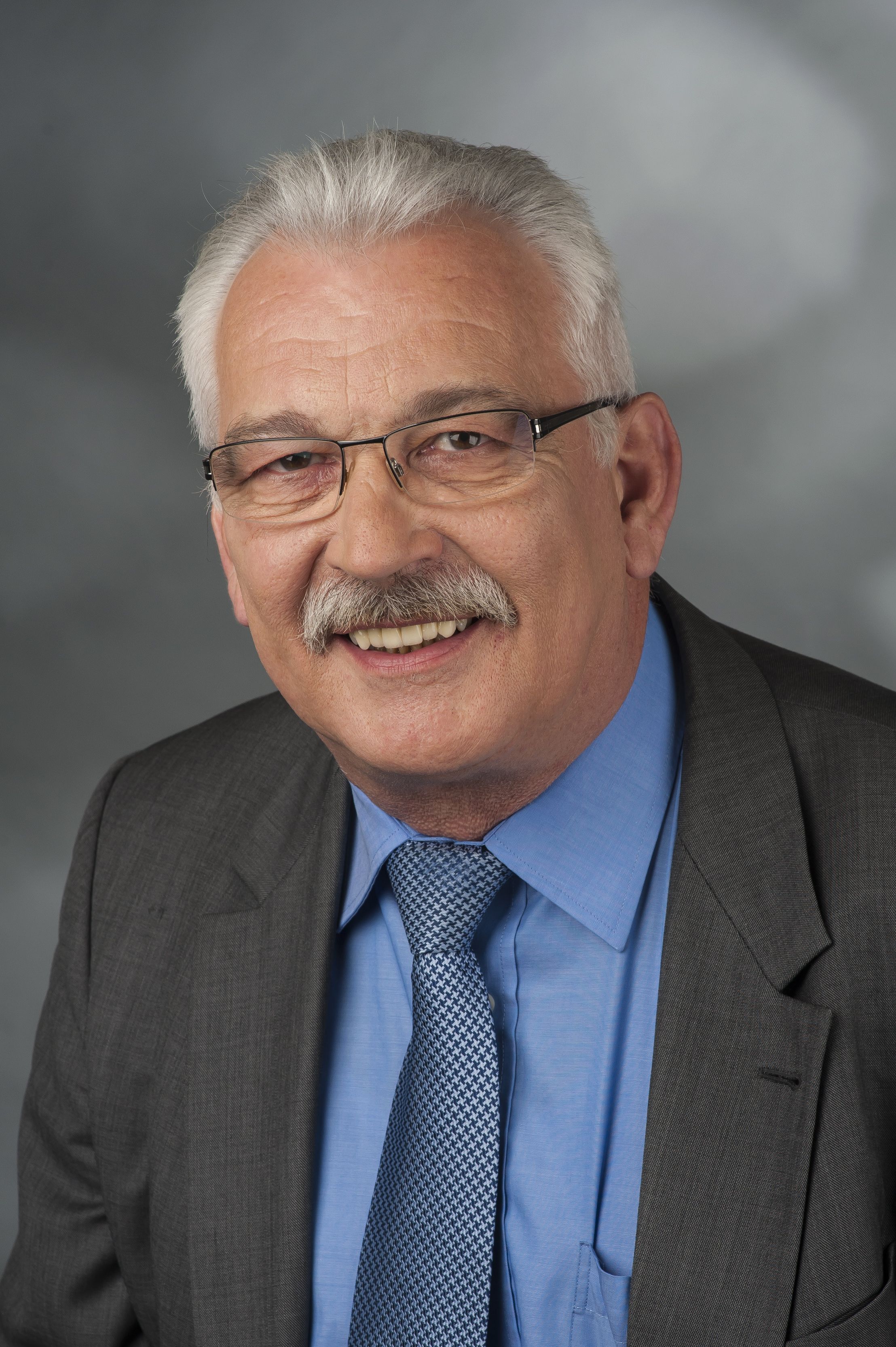
Wilhelm Priesmeier (2014)

Wilhelm Priesmeier (* 25. Juli 1954 in Rahden) ist ein deutscher Politiker (SPD). Von 2002 bis 2017 gehörte er dem Deutschen Bundestag an.

## Leben und Beruf
Aufgewachsen ist Wilhelm Priesmeier in Stemwede/Oppenwehe auf dem landwirtschaftlichen Betrieb seiner Eltern. Die zweiklassige Grundschule im damaligen Rahdener Ortsteil Tielge besuchte er von 1960 bis 1962. Anschließend ging er auf die Volksschule und ab 1968 auf das Söderblom-Gymnasium in Espelkamp. Nach dem Abitur 1974 leistete Priesmeier seinen Wehrdienst ab und absolvierte anschließend von 1975 bis 1980 ein Studium der Veterinärmedizin an der Tierärztlichen Hochschule Hannover (THH). Danach war er an der THH als wissenschaftlicher Mitarbeiter tätig. 1981 erfolgte hier seine Promotion zum Dr. med. vet. mit der Arbeit „Modellversuche über Nahrungs- und Stoffwechseleinflüsse auf die lokalanästhetische Wirkung von Procain und Lidocain bei Ratten“. Nachdem er von 1981 bis 1984 als Praxisassistent tätig gewesen war, ließ er sich 1984 mit einer eigenen Praxis als Tierarzt im südniedersächsischen Markoldendorf nieder.
Wilhelm Priesmeier ist verheiratet und hat vier Kinder und acht Enkelkinder.

## Partei
Priesmeier wurde schon als 16-jähriger Schüler Mitglied der SPD und gründete gemeinsam mit Friedrich Schepsmeier den Ortsverband der Jusos in Stemwede. Später übte er verschiedene Funktionen im Juso-Unterbezirksvorstand Minden-Lübbecke und im Bezirk Ostwestfalen-Lippe aus. Während seines Studiums engagierte er sich in der Hochschulpolitik, war Mitglied in der Juso-Hochschulgruppe der Tierärztlichen Hochschule Hannover sowie Mitglied des Studentenrates, des Konzils und des Senates.
Ab 1988 hatte er verschiedene Funktionen als Sozialdemokrat auf Ortsvereins-, Stadtverbands- und Unterbezirksebene inne.

## Abgeordneter
Von 1991 bis 2002 gehörte er dem Rat der Stadt Dassel und von 1996 bis 2003 auch dem Kreistag des Landkreises Northeim an.
Ab 2002 war Priesmeier Mitglied des Deutschen Bundestages. Er war ordentliches Mitglied im Ausschuss für Ernährung und Landwirtschaft und dessen Fraktions-Obmann, Stellvertreter im Finanzausschuss. Zuvor war er von 2003 bis 2009 Tierschutzbeauftragter und von 2004 bis 2009 stellvertretender agrarpolitischer Sprecher der SPD-Bundestagsfraktion.
Priesmeier war Sprecher der Arbeitsgruppe „Ernährung und Landwirtschaft“ der SPD-Bundestagsfraktion.
Wilhelm Priesmeier zog stets als direkt gewählter Abgeordneter des Wahlkreises Goslar – Northeim – Osterode (Wahlkreis 52) in den Deutschen Bundestag ein. Bei der Bundestagswahl 2005 erreichte er hier 50,5 % der Erststimmen, 2009 waren es 39,1 % und 2013 42,36 %.
Wilhelm Priesmeier trat bei der Bundestagswahl 2017 nicht wieder an.

## Politische Positionen
Wilhelm Priesmeier steht seit 2009 als agrarpolitischer Sprecher der SPD-Bundestagsfraktion u. a. für eine wettbewerbsorientierte Land- und Ernährungswirtschaft und einen verbesserten Tierschutz.

### Tierrechte verwirklichen
Der SPD-Politiker fordert eine zügige Einführung von Prüf- und Zulassungsverfahren für serienmäßig hergestellte Stalleinrichtungen zur artgerechten Haltung von landwirtschaftlichen Nutztieren. Tiere sind Lebewesen und verdienen Respekt. Ställe, Haltung und Mast dürfen deshalb nicht gegen Tierschutzrechte verstoßen. Die Bindung der Tierhaltung an die Fläche ist für ihn unverzichtbar, um die Nährstoffüberschüsse bei Stickstoff und Phosphat aus der Gülle in den Griff zu bekommen.

### Politik für die ländlichen Räume
Ländlicher Raum ist mehr als Landwirtschaft. Eine Bündelung und bessere Koordinierung der für ländliche Räume relevanten Politikbereiche ist ein weiteres politisches Ziel von Wilhelm Priesmeier. Priesmeiers Handeln konzentriert sich dabei auf die Weiterentwicklung der Gemeinschaftsaufgabe Agrarstruktur und Küstenschutz (GAK) zu einer Gemeinschaftsaufgabe ländliche Entwicklung. Da die milliardenschweren Direktzahlungen an die Landwirtschaft nach 2020 keine Perspektive mehr haben, plädiert Wilhelm Priesmeier dafür, den Landwirten mit den freiwerdenden Mitteln zum Beispiel höhere Tierschutzstandards und Umweltmaßnahmen zu bezahlen.

### Neue Düngeregeln
Um die Umweltverträglichkeit des Stickstoff-Managements der Höfe besser zu kontrollieren, fordert Wilhelm Priesmeier die Einführung einer sogenannten Hoftorbilanz. Gemessen werden dabei die Stickstoffmengen, die in einen Agrarbetrieb hineingelangen – über den Dünger oder das Tierfutter. Erfasst wird ebenfalls, was den Hof in Form landwirtschaftlicher Produkte wieder verlässt, von Pflanzen über Milch und Fleisch bis zu den Eiern. Die Differenz ist auf dem Acker verblieben und für diesen Stickstoffüberschuss muss ein Grenzwert eingehalten werden.